# 航空貨物

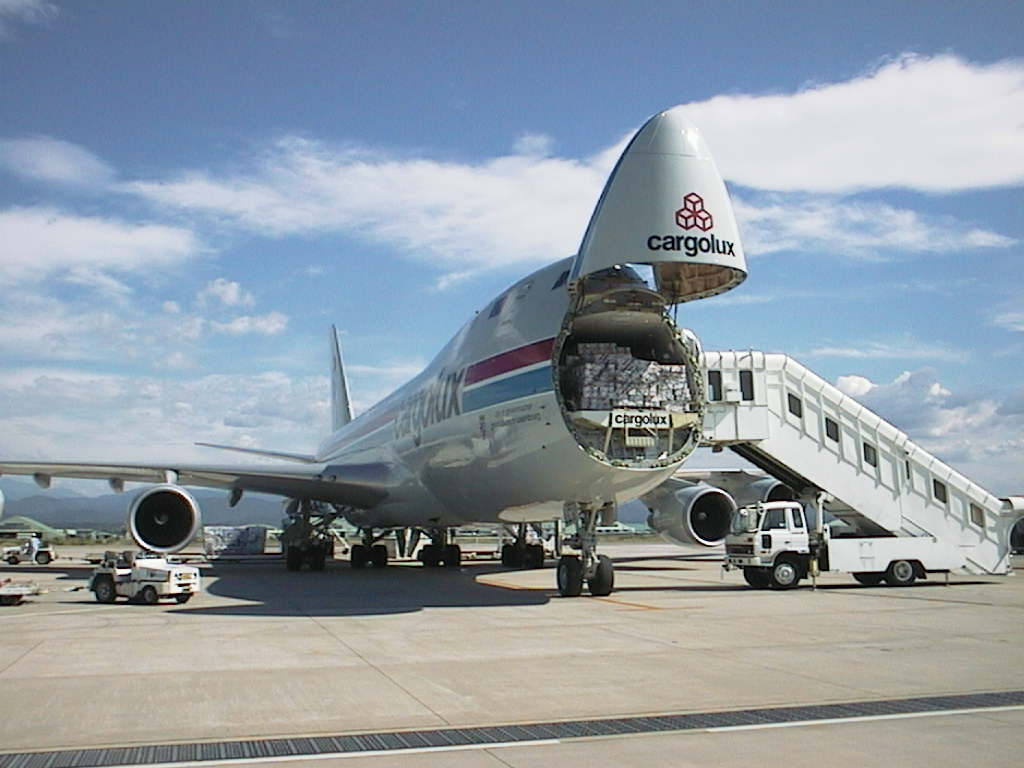
カーゴルックス航空の貨物機（ボーイング747-400F）

航空貨物（こうくうかもつ, Air cargo）は、飛行機によって運搬される貨物。また貨物そのものではなく、貨物の運搬サービスを指すこともある。
一般的には旅客機の貨物室、または貨物運搬専用の飛行機である貨物機によって輸送される。通常の旅客便にて旅客と共に貨物を運搬するケースと、貨物運搬専用に飛行機を飛ばすケースの2種類がある。特に後者を、前者と区別する意味で貨物便と呼ぶ。貨物便による輸送を専門に手がける航空会社を貨物航空会社と呼ぶ。

## 貨物便
貨物便は使用する飛行機の機材によって、さらにベリー便とフレーター便の2種類に分けられる。

### ベリー便
旅客機を用いた貨物便。狭義では、旅客機ではあるが旅客を乗せず貨物のみを輸送するものを指す。ベリー便の「ベリー（belly）」はお腹の意で、通常旅客機の腹部に当たる部分に貨物室があることから名付けられた。主に旅客の利用が見込めない深夜帯に運行される。
従来ベリー便として運行されていた貨物便を、旅客を乗せて旅客便に転用することで増収を図る試みも一部で行われており、例えば全日本空輸（ANA）では、2014年7月から8月にかけて期間限定で、深夜帯に羽田 - 那覇間でベリー便を転用した旅客便を運航する。ただしあくまで貨物輸送を優先するため、販売される座席数は貨物の積載量によって増減し、ANAの例では概ね総座席数の4割程度となっている。また同様の理由で乗客の手荷物の預入も通常より制限が厳しくなるため、手荷物を持たない乗客用のプランを一部旅行会社経由で販売している。
2020年以降は新型コロナウイルス感染症の世界的流行に伴う航空旅客需要の減退により、平常時は6割の航空貨物を運ぶ旅客便が大幅な減便に追い込まれる反面、貨物輸送需要は堅調に推移し、需給が逼迫する状況となった。そのような状況下で、ちょうど同年に新規就航したZIPAIR Tokyoをはじめとする多くの旅客航空会社が旅客を乗せず貨物のみを輸送するベリー便として貨物輸送を行う動きも見られる。

### フレーター便

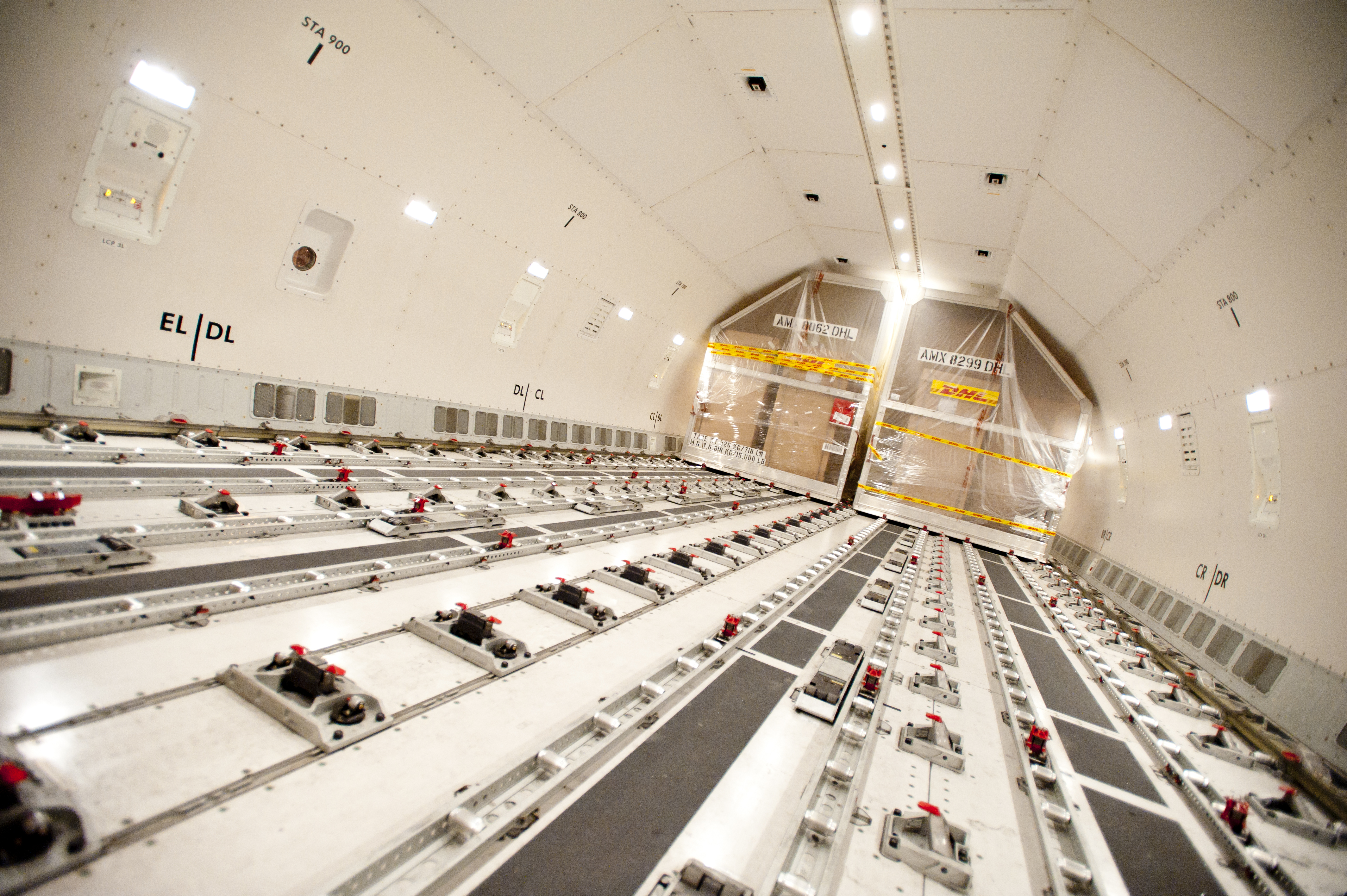
フレーター便の内部

貨物機を用いた貨物便。貨物機は旅客機の客席を撤去して内部を貨物スペースとしているため、大型・大量の貨物を輸送できる。反面、ベリー便の様に旅客と貨物の混載が出来ないため、機体を確保・維持するためにコストがかさむ。貨物機には、当初から貨物機として製造される機材のほか、旅客機の客室スペースの座席や内装を撤去するなどして改造し貨物機として転用される機材もある。

## 旅客便による貨物輸送
旅客便による貨物輸送は、使用する飛行機の機材によって、一般的な旅客機でベリー便にも使用される胴体下部（腹部）に貨物室がある機材のほか、胴体下部に加え客室の一部（通常は後部）を仕切って胴体上部にも貨物の搭載スペースを設けた機材がある。こうした機材を貨客混載機（コンビ）と呼ぶ。

## その他
貨物が小型で軽量、少数である場合、小型の汎用機で輸送することがある。日本では野菜や果実など生鮮食品を空輸するため、生産地に近い場所に農道離着陸場を作り、消費地である都市部へ輸送する実験が行われていた。
軍隊では専用の輸送機を使って輸送しており、空中投下を行うこともある。また少量の場合は汎用機や哨戒機などを使うこともある。
小型の無人航空機を利用した小口輸送サービス（ドローン宅配便）が行われている。